# Conde de Elgin
O título de Conde de Elgin ( /ˈɛlɡɪn/ EL-ghin), no Pariato da Escócia, foi criado em 1633 para Thomas Bruce, 3.º Lorde Kinloss. Mais tarde, ele foi criado Barão Bruce, de Whorlton, em Yorkshire, no Pariato da Inglaterra, em 30 de julho de 1641. O Conde de Elgin é o chefe hereditário do Clã Bruce (antiga Casa de Bruce).

## História
A família descende dos Bruce de Clackmannan, cujo ancestral foi Thomas de Bruys . De acordo com Sir James Balfour Paul, não há evidências de que este ramo da família fosse descendente de Roberto de Bruce (Rei Roberto I), apesar das alegações de que Thomas era um filho ilegítimo do rei. No entanto, o filho do rei Roberto , David II, fez uma concessão de terras em 1359 a Robert Bruce, referindo-se a ele como dilecto consanguineo suo (nosso amado primo). Foi geralmente aceito que o ramo Clackmannan descendia de John de Brus, que era o filho mais novo de Robert de Brus, 5.º Lorde de Annandale .
O primeiro conde foi sucedido por seu filho, Robert, que também foi nomeado Conde de Ailesbury no Pariato da Inglaterra. Os dois condados continuaram unidos até a morte do quarto conde de Elgin, quando os títulos de Ailesbury e Barão Bruce (de Whorlton) foram extintos, e o título de Elgin passou para o conde de Kincardine ; o senhorio de Kinloss ficou inativo. Posteriormente, os condados de Elgin e Kincardine permaneceram unidos.
Em Dublin há estradas que vêm dos títulos do Conde. Estas são Elgin Road e Ailesbury Road.
O conde mais famoso foi o 7.º Conde, que removeu e transportou para a Grã-Bretanha os chamados Mármores de Elgin do Partenon.
Além dos títulos de Conde de Elgin e Conde de Kincardine, Lorde Elgin também detém os títulos de Lorde Bruce de Kinloss (criado em 1604), Lorde Bruce de Torry (1647) e Barão Elgin, de Elgin na Escócia (1849). Os dois primeiros estão no Pariato da Escócia; o terceiro está no Pariato do Reino Unido .
O Senhorio de Kinloss, detido pelos quatro primeiros condes, foi herdado após a morte do 4.º conde pelo 3.º duque de Chandos . Por meio de sua filha, passou para os Duques de Buckingham e Chandos, e agora é mantido pelo herdeiro da linhagem desses duques.
A sede da família é Broomhall House, três milhas a sudoeste de Dunfermline, Escócia.

## Barões feudais de Clackmannan
- Thomas de Bruys, 1.º Barão de Clackmannan (morreu antes de 1348)
- Robert de Bruys, 2.º Barão de Clackmannan (morreu antes de 1406)
- Sir Robert Bruce, 3.º Barão de Clackmannan (falecido em 1428)
- Sir David Bruce, 4.º Barão de Clackmannan
- John Bruce, 5.º Barão de Clackmannan (falecido em 1473)
- Sir David Bruce, 6.º Barão de Clackmannan (morreu por volta de 1500)
- Sir David Bruce, 7.º Barão de Clackmannan (morreu depois de 1556)
- Sir Edward Bruce, 8.º Barão de Clackmannan (1505–1565)
  - segundo filho, Edward, criado Lorde Bruce de Kinloss em 1604

## Lordes Bruce de Kinloss (1604)
- Edward Bruce, 1.º Lorde Bruce de Kinloss (1548–1611)
- Edward Bruce, 2.º Lorde Bruce de Kinloss (1594–1613)
- Thomas Bruce, 3.º Lorde Bruce de Kinloss, 1º Barão Bruce (1599–1663) (criado Conde de Elgin em 1633) (criado Barão Bruce de Whorlton em 1641)

## Condes de Elgin (1633)
- Thomas Bruce, 1.º Conde de Elgin, 1.º Barão Bruce de Whorlton (1599–1663)
- Robert Bruce, 2.º Conde de Elgin, 1.º Conde de Ailesbury, 2.º Barão Bruce de Whorlton (1627–1685)
  - Hon. Robert Bruce (falecido em 1652)
  - Hon. Edward Bruce (falecido em 1662)
- Thomas Bruce, 3.º conde de Elgin, 2.º conde de Ailesbury, 3.º barão Bruce de Whorlton (1656–1741)
  - Robert Bruce, Lorde Bruce (1679–antes de 1741)
- Charles Bruce, 4.º Conde de Elgin, 3.º Conde de Ailesbury, 4.º Barão Bruce de Whorlton, 1.º Barão Bruce de Skelton (1682–1747) (criado Barão Bruce de Skelton em 1746)
  - Hon. Robert Bruce (falecido em 1738)
- Charles Bruce, 5.º conde de Elgin e 9.º conde de Kincardine (1732–1771)
- William Robert Bruce, 6.º conde de Elgin e 10.º conde de Kincardine (1764–1771)
- Thomas Bruce, 7.º conde de Elgin, 11.º conde de Kincardine (1766–1841) – dos mármores epônimos de Elgin
  - George Charles Constantine Bruce, Lorde Bruce (1800–1840)
- James Bruce, 8.º conde de Elgin, 12.º conde de Kincardine (1811–1863) – do saque do Palácio de Verão
- Victor Alexander Bruce, 9.º conde de Elgin, 13.º conde de Kincardine (1849–1917)
- Edward James Bruce, 10.º conde de Elgin, 14.º conde de Kincardine (1881–1968)
- Andrew Douglas Alexander Thomas Bruce, 11.º conde de Elgin, 15.º conde de Kincardine (nascido em 1924)

O herdeiro aparente é o filho do atual titular, Charles Edward Bruce, Lorde Bruce (nascido em 1961). <br> O herdeiro aparente do herdeiro aparente é seu filho James Andrew Charles Robert Bruce, Mestre de Bruce (nascido em 1991). Predefinição:Earls of Kincardine family tree